# Steinar Pettersen
Steinar Pettersen (Drammen, 29 aprile 1945) è un ex calciatore norvegese, di ruolo attaccante.

## Carriera

### Giocatore

#### Club
Pettersen giocò nello Strømsgodset. In questo periodo, vinse tre edizioni della Norgesmesterskapet (1969, 1970 e 1973) e un campionato (1970). Nella stessa stagione, fu capocannoniere con 16 reti.

#### Nazionale
Conta 6 presenze per la Norvegia. Esordì il 23 giugno 1968, quando fu titolare nella sconfitta per 5-1 contro la Danimarca.

### Allenatore
Nel 1979, fu allenatore dello Strømsgodset.

## Palmarès

### Club

#### Competizioni nazionali
- Coppa di Norvegia: 3

Strømsgodset: 1969, 1970, 1973
- Campionato norvegese: 1

Strømsgodset: 1970

### Individuale
- Capocannoniere del campionato norvegese: 1

1970 (16 reti)